# Werner Kresser

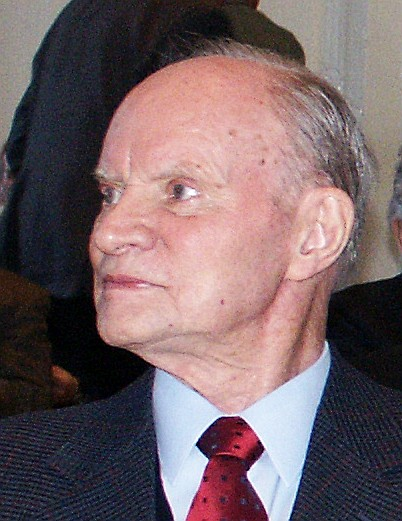
Werner Kresser 2004

Werner Kresser (* 20. Juli 1919 in Dornbirn; † 20. Juni 2008 in Wien) war ein österreichischer Hydrologe. Er war Professor für Hydraulik, Gewässerkunde, Landwirtschaftlichen Wasserbau und Siedlungswasserbau an der Technischen Universität Wien. Er hat erstmals eine zusammenhängende Wasserbilanz für Österreich erstellt.

## Leben
Sein Vater war der Weber Johann Kresser und seine Mutter war Maria Kresenzia Thurnher. Seine Geschwister waren Veronika Anna Kresser, Hedwig Fink und Alfred Kresser; er hatte noch vier weitere Halbgeschwister. Nach der Absolvierung der Realschule inskribierte er Bauingenieurwesen an der Technischen Universität Wien. Er diente kurze Zeit im Zweiten Weltkrieg und schloss sein Studium 1942 mit sehr gutem Erfolg ab. 1946 promovierte er bei Josef Kozeny mit seiner Arbeit „Die vertikale Geschwindigkeitsverteilung bei turbulenter Strömung im offenen Gerinne“. Nach wenigen Jahren wurde er zum Leiter des Hydrographischen Zentralbüros im Bundesministerium für Land- und Forstwirtschaft ernannt. 1950 erhielt Kresser einen Lehrauftrag für Hydraulik und Gewässerkunde an der Universität für Bodenkultur. 1956 habilitierte er zum Thema „Die Methoden der Langfristprognose in der Wasserwirtschaft“. Im Jahr 1957 erschien sein Buch „Die Hochwässer der Donau“.
Werner Kresser wurde im Jahr 1959 Professor für Hydraulik, Gewässerkunde, Landwirtschaftlichen Wasserbau und Siedlungswasserbau an der Technischen Hochschule Wien und für das Studienjahr 1965/66 wurde er zum Rektor gewählt. Dekan der Fakultät für Bauingenieurwesen und Architektur war er im Studienjahr 1972/73 und Prodekan der Fakultät für Bauingenieurwesen von 1982 bis 1985. Kresser leitete als Institutsvorstand das Institut und emeritierte 1989.
Auf Initiative von Werner Kresser wurde 1964 an der Technischen Hochschule Wien das Institut für Wasserversorgung, Abwasserreinigung und Gewässerschutz unter der Leitung von Wilhelm von der Emde geschaffen. Ebenso auf seine Initiative wurde 1969 das Institut für Landschaftswasserbau und Abfallwirtschaft unter der Leitung von Walter Kemmerling gegründet. Von 1985 bis 1989 war der gebürtige Vorarlberger Werner Kresser Obmann des Vereins der Vorarlberger in Wien, des größten Bundesländervereins in der österreichischen Bundeshauptstadt.

## Mitwirkung in Fachgremien
- Vizepräsident des österreichischen Wasserwirtschaftsverbandes
- Vorsitzender des Koordinierungsausschusses Wasserwirtschaft am österreichischen Normungsinstitut
- Vorsitzender der Interuniversitären Kommission der Wiener Universitäten
- Ehrenvorsitzender der Arbeitsgemeinschaft für hydrologische Vorhersagen der Donauländer
- Mitglied der österreichischen Staubeckenkommission
- Mitglied der Geophysikalischen Kommission der Österreichischen Akademie der Wissenschaften

## Auszeichnungen
- Commandeur des Ordre des Palmes Académiques
- Ehrendoktorat der Universität Notre Dame
- Ehrendoktorat der Technischen Universität Budapest
- Österreichisches Ehrenkreuz für Wissenschaft und Kunst I. Klasse[1]
- 1990 Johann Joseph Ritter von Prechtl-Medaille[13]
- 2014 wurde von der Österreichischen Gesellschaft für Hydrologie und dem Österreichischen Ingenieur- und Architekten-Verein der Werner-Kresser-Preis begonnen.[14]

## Publikationen
- Die vertikale Geschwindigkeitsverteilung bei turbulenter Strömung im offenen Gerinne. Diss. Technische Hochschule Wien; Wien 1946.
- Die Methoden der Langfristvorhersage in der Wasserwirtschaft. Habilitationsschrift Technische Hochschule Wien; Wien 1956.
- Die Hochwässer der Donau. Österreichischer Wasserwirtschaftsverband, Springer, Wien 1957.
- Österreichs Wasserbilanz. Österreichische Wasserwirtschaft 17 (1965)
- Die historische Entwicklung der Gewässerkunde und ihre Bedeutung in unserer Zeit. Sonderheft 1967 der Deutschen Gewässerkundlichen Mitteilungen
- Die heutige Industriegesellschaft und die Probleme des Wassers – Engpaß der Zivilisation. Universitas 23 (1968)
- Das Wasser. Wiener Mitteilungen, Wasser – Abwasser – Gewässer, Bd. 1, Wien 1968
- Die Donau und ihre Hydrologie. Wasser- und Energiewirtschaft/Cours d’eau et energie 1973
- Hydrometrie. Taschenbuch für Wasserwirtschaft, Teil 4, Verlag Paul Parey, Hamburg (1982)
- Die Donau – Verkehrsweg durch die Jahrhunderte. Schrift Nr. 69 des Deutschen Verbandes für Wasserwirtschaft und Kulturbau, Verlag Paul Parey, Hamburg (1984)